# Оборонительная медицина
Оборонительная медицина (англ. Defensive medicine) — сложившаяся в здравоохранении практика увеличения числа диагностических процедур, повторных консультаций и т. п., то есть искусственное увеличение объёма предоставляемых услуг.
Этот метод направлен прежде всего не на здоровье пациента, а на предотвращение возможных преследований медицинских работников со стороны пациентов и их представителей.
Оборонительная медицина особенно распространена в США. В ходе опроса, 79 % американских врачей сообщили, что они заказывают больше исследований, чем это необходимо для установления диагноза и подбора методов лечения, и 91 % опрошенных заметили других врачей в подобных действиях.
Особенно актуальна эта проблема в неотложной медицинской помощи, акушерстве, и других рискованных областях.
С целью многократного подтверждения, врачи назначают множество дополнительных услуг сомнительной необходимости, а с целью предотвращения невероятных последствий — слишком массированное лечение (полипрагмазия), которое грозит побочными действиями и другими осложнениями, но, однако, полностью соответствует стандартам лечения. Так же, формально действуя в рамках стандартов, медицинские работники стараются избежать рискованных, но необходимых вмешательств.